# 改善型タービン・エンジン・プログラム
改善型タービン・エンジン・プログラム（improved Turbine Engine program , ITEP）とは、先進低価格タービン・エンジン（Advanced Affordable Turbine Engine, AATE）プログラムから発展した、アメリカ陸軍のUH-60ブラック・ホークおよびAH-64アパッチ用のGE T700エンジンを更新し、燃料消費率、出力、耐久性およびコストを改善するプロジェクトである。ハネウェル社とプラット・アンド・ホイットニー社は合併事業としてATEC（アドバンスド・タービン・エンジン・カンパニー）を設立してATEC T900を開発し、GEアビエーション社はGE T901を製造した。2019年2月、GE T901がこのプログラムに採用された。

## 経緯

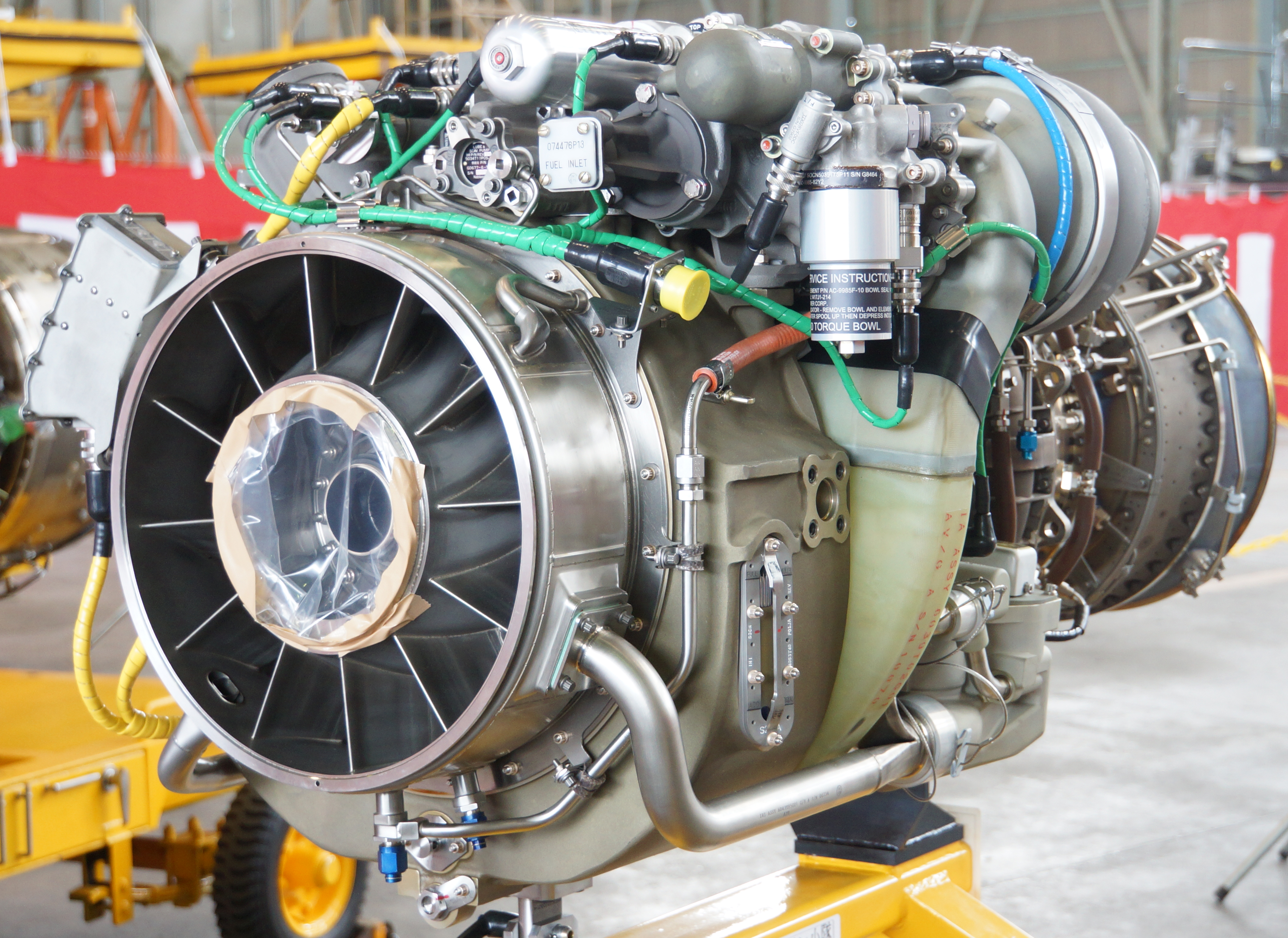
ゼネラル・エレクトリック T700

2006年12月、アメリカ陸軍の航空応用技術管理部（Aviation Applied Technology Directorate, AATD）は、UH-60およびAH-64に適合する軸出力3,000馬力の先進低価格タービン・エンジン（AATE）への提案を企業に求めた。この際、国防総省、NASAおよびエネルギー省のVAATE（Versatile Affordable Advanced Turbine Engine, 多目的低価格先進タービン・エンジン）プログラムを活用しつつ、特定燃料消費率の25％減 (0.347 lb/hp/h, 211 g/kW/h以下)、パワーウェイトレシオの65％向上 (6.5 hp/lb, 10.7 kW/kg以上)、設計寿命の20％延長 (6,000時間および1万5,000サイクル以上)、生産コスト の35％削減(1台あたり65万ドル以下) および整備コストの35％削減、ならびに開発コストの15％削減を目指すものとされた。
2007年、ハネウェル社及びプラット・アンド・ホイットニー社は、合併事業としてATECを設立し、2008年5月はじめにHPW3000エンジンの開発契約を1億800万USドルで締結した。一方、GEアビエーション社は、GE3000エンジンの開発に関して同様の契約を締結した。
2009年7月、先進低価格タービン・エンジン（AATE）から改善型タービン・エンジン・プログラム（Improved Turbine Engine Program, ITEP）へと変更され、AH-64およびUH-60の高温・高高度性能の向上、および戦闘行動半径の 500 km (270 nmi)増加を図ることとなった。
提案されたエンジンは、いずれも、バッテリー始動が可能なため、APU（補助動力装置）が不要であった。UH-60およびAH-64は、ハネウェル社のGTCP 36-150 APUを搭載している。
ITEPは、統合多用途（Joint Multi-Role, JMR）ヘリコプターに用いることもできる。
双発機である3,000機のブラックホークと1,000機のアパッチ用には、補給用品を含めると１万台のエンジンが必要となる。また、シコルスキー社は、S-97レイダーの単発のGE CT7/T700に代えてこれを搭載することを検討している。
2012年、GE社とATECは、耐久性および性能の双方の実証試験を実施し、4年半にわたる技術開発段階を完了した。
2016年8月、ATECおよびGE社は、2018年後半までの24ヶ月間における基本設計確認の実施に関し、アメリカ陸軍と契約を締結した。2019年2月、アメリカ陸軍は、GE社のT901のITEPプログラムへの採用を決定した。
2020年第2四半期に最終設計審査が開始され、2021年第3四半期には最初のエンジン試験が実施され、じ後、飛行試験が行われて、2024年に生産が決定される予定である。